# 藤原範光
藤原 範光（ふじわら のりみつ）は、平安時代末期から鎌倉時代初期にかけての公卿。藤原南家貞嗣流、刑部卿・藤原範兼の子。官位は従二位・権中納言。

## 経歴
幼くして父・範兼を失い、姉妹の範子、兼子と共に、父の弟で父の養子となっていた範季に引き取られ育てられる。
長寛2年（1164年）、文章得業生となる。承安2年（1172年）、叙爵。紀伊守、下野守を経て、寿永元年（1182年）従五位上、正五位下、寿永2年（1183年）には紀伊守となる。建仁元年（1201年）従三位、建仁2年（1202年）参議、建仁3年（1203年）検非違使別当、権中納言。元久2年（1205年）民部卿、従二位となる。元久3年（1206年）東宮権大夫。建永2年（1207年）3月15日、出家。
建暦3年（1213年）4月5日、薨去。享年60。

## 系譜
- 父：藤原範兼
- 母：式部大輔源俊重の娘
- 妻：藤原季子 - 藤原範季の娘
  - 長男：藤原範朝（1178-1237）
  - 二男：藤原範基（1179-1226）
- 生母不明の子女
  - 男子：光実
  - 男子：成範
  - 男子：清範
  - 男子：承性
  - 男子：円憲
  - 男子：静範
  - 男子：遍兼
  - 男子：能範
  - 女子：兼子 - 外山良平室、高実母
  - 女子：憲子（岡前別当三位）（?-1239） - 源有雅室、順徳天皇乳母
  - 女子：光子（按察使典侍坊門局）
  - 女子：督典侍 - 久我通光室、通忠母
  - 女子：藤原輔平室、教信母

憲子（岡前別当三位）の母については、徳大寺実定の妻であった上西門院女房備後に比定する説がある。順徳天皇の皇子である彦成王・善統親王の母は範光の娘とされているが、同天皇に典侍として仕えた娘は2名（按察使典侍坊門局光子・督典侍）知られていて文献によっても母親の比定が異なるため、藤原範光女項目にて纏めて解説する。